# Джоан Крофорд
Джоан Крофорд (също Джоуан Крофорд , на английски: Joan Crawford, звуков файл и буквени символи за думата Craw ) е американска актриса, носителка на Оскар.  През 1999 г. Американският филмов институт включва Крофорд под Номер-10 в класацията на най-големите жени-звезди на класическото холивудско кино.

## Биография
Родена като Люсил Мей Льо Сюйор в Сан Анонио, Тексас. Мечтае да стане танцьорка, взима уроци и участва в различни конкурси. В началото на 1925 г. опитва късмета си в Холивуд и участва в няколко неми филма. Приема псевдонима Джоан Крофорд. 
През 1943 г. напуска Metro-Goldwyn-Mayer и сключва договор с Warner Brothers. Докато е с тях, получава 3 номинации за Оскар, като печели веднъж – за филма „Милдред Пиърс“ (1945) - драмата на една самотна майка. 
Умира от рак през 1977 г.

## Избрана филмография
| година | филм                  | оригинално заглавие    | роля                   | режисьор       |
| ------ | --------------------- | ---------------------- | ---------------------- | -------------- |
| 1931   | Усмихнатите грешници  | Laughing Sinners       | Айви Стивънс           | Хари Бомонт    |
| 1932   | Гранд Хотел           | Grand Hotel            | Флемхен, стенографката | Едмънд Гулдинг |
| 1939   | Жените                | The Women              | Кристал Алън           | Джордж Кюкор   |
| 1945   | Милдред Пиърс         | Mildred Pierce         | Милдред Пиърс Берагон  | Майкъл Къртис  |
| 1954   | Джони Китарата        | Johnny Guitar          | Виена                  | Никълъс Рей    |
| 1959   | Най-доброто от всичко | The Best of Everything | Аманда Фароу           | Жан Негулеско  |

## Автобиографии
- Joan Crawford. A Portrait of Joan: The Autobiography of Joan Crawford.   Doubleday, 1962. ISBN 978-1-258-17238-1.
- Joan Crawford. My Way of Life.   Simon & Schuster, 1971. ISBN 978-0-671-78568-0.